# فيلهلم كارل دوق أوراخ
الأمير فيلهلم، كونت فورتمبيرغ، دوق أوراخ الثاني (فيلهلم كارل فلورستان جيرو كريسنتيوس؛ بالألمانية: Fürst Wilhelm von Urach، Graf von Württemberg، 2. Herzog von Urach ؛ 3 مارس 1864 - 24 مارس 1928)، كان أميرًا ألمانيًا من مملكة فورتمبيرغ تم انتخابه في يونيو 1918 ملكًا على ليتوانيا باسم ميندوغاس الثاني، ومع ذلك لم يتولى الحكم هُناك أبدًا، حيث أعلنت السلطات الألمانية أن الانتخابات باطلة، وتم سحب الطلب في نوفمبر 1918، وخلال الفترة منذ 17 يوليو 1869 حتى وفاته، كان رئيسًا لفرع أوراخ المرغنطي من عائلة فورتمبيرغ.

## النشأة
ولد باسم فيلهلم كارل فلوريستان جيرو كريسنتيوس، كونت فورتمبيرغ، كان الابن الأكبر لوالديه فيلهلم دوق أوراخ الأول (رئيس فرع المرغنطي من الأسرة الملكية في مملكة فورتمبيرغ) وزوجته الثانية الأميرة فلورستين الموناكية، في بعض الأحيان الوصية على عرش موناكو وابنة فلورستان الأول أمير موناكو.
مع سن الرابعة خلف فيلهلم والده في منصب دوق أوراخ، ولد الأمير وقضى معظم طفولته في موناكو، حيث كانت والدته فلورستين تدير الحكومة غالبًا خلال الرحلات الاستكشافية الواسعة لابن أخيها الأمير ألبير الأول، كان فيلهلم فرانكوفية ثقافيًا.

## الإدعاءات
من خلال والدته اعتبر فيلهلم الوريث الشرعي لعرش إمارة موناكو لأنه ابن عمة الأمير ألبير الأول الذي كان لديه طفل واحد فقط الأمير لويس وغير متزوج وليس لديه أطفال شرعيين، ولكن الجمهورية الفرنسية كانت مترددة في رؤية أمير ألماني يحكم موناكو القريبة، وتحت ضغط منها، أصدرت موناكو قانونًا في عام 1911 تعترف بابنة لويس غير الشرعية شارلوت باعتبارها الوريثة، وتم تبنيها عام 1918 من قبل جدها الأمير ألبير الأول كجزء لحل أزمة الخلافة في موناكو عام 1918، مما أدى بهبوطه نحو المركز الثالث على سلم خلافة خلف لويس وابنته شارلوت، وعلاوة على ذلك في يوليو 1918 وقعت فرنسا وموناكو على المعاهدة، لقد تطلب من جميع أمراء موناكو المستقبليين أن يكونوا مواطنين فرنسيين أو موناكيين وأن يحصلوا على موافقة من الحكومة الفرنسية لخلافة العرش، والتي وافق عليها الأمير على مضمضة، وبعد اعتلاء الأمير لويس الثاني العرش في عام 1922 تخلى فيلهلم رسمياً عن حقوقه في خلافة عرش موناكو لصالح أقربائه الفرنسيين البعيدين كونتات دو شابريلان في عام 1924.
في عام 1913 كان فيلهلم واحدًا من العديد من الأمراء الذين تم ترشيحهم لعرش ألبانيا، كان مدعومًا  قبل الجماعات الكاثوليكية في الشمال وحضر المؤتمر الألباني في تريست، ولكن في عام 1914 تم اختيار الأمير فيلهلم من فيد بدلاً من ذلك.
وفي عام 1917 مع اعتباره جنرال متقاعد حديثًا، أُعرب فيلهلم عن إمكانية تعيينه دوقًا أكبر للألزاس واللورين بعد انتهاء الحرب، وفي عام 1918 قبل دعوة قصيرة للحكم باسم ميندوغاس الثاني ملك ليتوانيا.

## المهنة العسكرية
على غرار عائلته دخل فيلهلم الجيش في عام 1883 وأصبح جنرالًا متمرساً عند اندلاع الحرب العالمية الأولى في عام 1914 أصبح قائد فرقة المشاة السادسة والعشرين (فورتمبيرغ الملكية الأولى) من الجيش الإمبراطوري الألماني، حتى نوفمبر 1914 كانت هذه الفرقة جزءًا من الهجوم الألماني على فرنسا، ثم على بلجيكا، حيث أصبحت نسيبته إليزابيث البافارية ملكة القرينة منذ ديسمبر 1914، خاضت الفرقة معركة عبور نهر بزورة في بولندا منذ يونيو حتى سبتمبر 1915، تحركت الفرقة من شمال وارسو إلى مواقع قريبة من نهر نيمان، وهو يتقدم مئات الأميال في الحملة التي تم فيها الاستيلاء على بولندا مما أدى التراجع الروسي الكبير خلال الحرب العالمية الأولى، وفي أكتوبر حتى نوفمبر 1915 شاركت الفرقة في الحملة الصربية تحركت من غربي بلغراد حتى كرالييفو في أقل من شهر، خدمت الفرقة في يبر البلجيكية منذ ديسمبر 1915 حتى يوليو 1916، ثم تم إبادة إلى حد كبير في معركة السوم منذ أغسطس حتى نوفمبر 1916 أثناء الدفاع على معقل شفابن (شوابيا الفورتمبيرغية)؛ تقاعد فيلهلم من منصب قائد الفرقة في 5 يناير 1917.
وخلال 1917-1918 كان فيلهلم هو القائد العام للفيلق 64 على الجبهة الغربية؛ وكان من بين مساعديه في المعسكر يوجين أوت وإرفين رومل.

## ملك ليتوانيا
خلال 4 يونيو 1918 صوت مجلس ليتوانيا على دعوة فيلهلم ليصبح ملكًا على ليتوانيا المستقلة حديثًا، وافق فيلهلم عليها وتم انتخابه في 11 يوليو 1918، متخذًا اسم ميندوغاس الثاني، ويمكن تفسير انتخابه بعدة عوامل:
- كان من الروم الكاثوليك (الدين السائد في ليتوانيا).
- لم يكن عضوًا في أسرة هوهنتسولرن، العائلة التي ينتمي إليها الإمبراطور الألماني فيلهلم الثاني، الذي أراد أن تكون ليتوانيا ملكية في اتحاد شخصي مع بروسيا.
- كانت معاهدة بريست ليتوفسك في مارس 1918 قد رسخت قوة ألمانيا في المنطقة في الوقت الحالي.
- كان لديه إنجازات عسكرية ناجحة.
- إذا انتصرت القوى المركزية في الحرب، كان من الممكن أن تقع ليتوانيا تحت الحماية الألمانية في حالة التدخلات الروسية المستقبلية.

وفقًا لاتفاق فيلهلم مع مجلس ليتوانيا، كان عليه أن يعيش في ليتوانيا وأن يتعلم التحدث بلغتها سريعاً.
بالإضافة إلى ذلك فهو ينحدر أيضًا من كازيمير الرابع ياغيلون دوق ليتوانيا الأكبر، من خلال العديد من بناته صوفيا وآنا وباربرا.
منذ البداية كان عهده مثيرًا للجدل، وبحيث غادر أربعة الاشتراكيون من بين العشرين عضوًا في مجلس ليتوانيا احتجاجًا، وكذلك لم تعترف الحكومة الألمانية باختيار فيلهلم كملك، على الرغم من أن السياسي والدعاية المؤثر ماتياس إرتسبيرغر هو أيضًا كاثوليكي من فورتمبيرغ أيد هذا الادعاء، لم تتح الفرصة لفيلهلم أبدًا لزيارة ليتوانيا، وبقي بدلاً من ذلك  في قلعة ليختنشتاين قصره جنوبي شتوتغارت، ومع ذلك بدأ في تعلم اللغة الليتوانية، وفي غضون بضعة أشهر من انتخابه، أصبح من الواضح أن ألمانيا ستخسر الحرب العالمية الأولى، وفي 2 نوفمبر 1918 تراجع مجلس ليتوانيا عن قراره.
توجد رسالة الكنيسة الصغيرة بقلعة ليختنشتاين خطاب من البابا بنديكتوس الخامس عشر يرحب باختيار فيلهلم كملك ليتوانيا المستقلة.
وفي عام 2009 أجرى حفيده إنيجو، مقابلة تلفزيونية في فيلنيوس، أعرب فيها: "... إذا تم تكريمي بمقترح لتولي عرش ليتوانيا، فلن أرفضه".
ألف الروائي الألماني المناهض للحرب أرنولد زفايج روايته تتويج الملك (Einsetzung eines Königs) في عام 1937 تتحدث حول انتخاب ميندوغاس في عام 1918.

## الحياة اللاحقة
بعد انتهاء الحرب وتقاعده، كرس فيلهلم الثاني دوق أوراخ نفسه للأنشطة العلمية وحصل على الدكتوراه في عام 1922 من جامعة توبنغن بأطروحة عن جغرافيا رويتلينغن الحضرية.
أصبح أوراخ فارسًا من فرسان مالطا.
توفي في رابالو بـ مملكة إيطاليا عام 1928 ودُفن في كنيسة القلعة في لودفيغسبورغ، وخلفه ابنه الثاني الأمير كارل جيرو في مناصبه وادعاءاته.

## الذرية
تزوج فيلهلم مرتين: أولاً في 4 يوليو 1892 من الدوقة أمالي ابنة كارل تيودور دوق في بافاريا، وهي ابنة شقيق الإمبراطورة إليزابيث النمساوية، وشقيقة إليزابيث ملكة بلجيكا القرينة، وأنجبت له تسعة أطفال:
- الأميرة ماري غابرييل (1893–1908).
- الأميرة إليزابيث (1894–1962)؛ تزوجت من الأمير كارل من ليختنشتاين (1878–1955)؛ عم فرانتس يوزف الثاني، أمير ليختنشتاين، لهم ذرية.
- الأميرة كارولا (1896–1980).
- الأمير فيلهلم (1897-1957)؛ تزوج من إليزابيث ثيورر (1899-1988) ولهم ابنتان، كان يعمل لدى شركة دايملر بنز للسيارات، تخلى عن حقوقه من أجل زواج مرغنطي.
- كارل جيرو (1899–1981)؛ دوق أوراخ الثالث، تزوج الكونتيسة غابرييلي من فالدبورغ-زيل، ليس له ذرية.
- الأميرة مارغريت (1901-1975).
- الأمير ألبرشت (1903–1969)، دبلوماسي؛ فنان سابق تحول إلى صحفي وخبير في الشرق الأقصى، تزوج أولاً من روزماري بلاكادير ثم من أوتي فالدشميت، ثم طلقهما وله ذرية من كليهما، اعتُبرت زيجاته مرغنطية أيضًا، ولكن نسله استخدموا أمير فون أوراخ كلقب لهم.
- الأمير إيبرهارد (1907–1969)؛ تزوج إنيغا أميرة ثورن وتاكسيس (1925–2008)؛ له أبناء من نسله يأتي المدعون.
- الأميرة ميشتيلدا (1912–2001)؛ تزوجت من فريدرش كارل، أمير هوهنلوه-فالدنبورغ-شيلينغسفورست، لهم ذرية.

في عام 1924، تزوج فيلهلم للمرة الثانية من الأميرة فيلترود ابنة لودفيغ الثالث ملك بافاريا، ليس لديهم أبناء.
قام إنيغو نجل الأمير إيبرهارد، برحلة مؤثرة إلى ليتوانيا في نوفمبر 2009، والتي غطتها وسائل الإعلام المحلية.